# Altenkirchen, Mecklenburg-Vorpommern
Altenkirchen är en kommun och ort i Landkreis Vorpommern-Rügen i förbundslandet Mecklenburg-Vorpommern i Tyskland.
Kommunen ingår i kommunalförbundet Amt Nord-Rügen tillsammans med kommunerna Breege, Dranske, Glowe, Lohme, Putgarten, Sagard och Wiek.